# 박이천
박이천(朴利天, 1947년 7월 26일~)은 대한민국의 축구 선수, 지도자, 행정인으로 선수 시절 포지션은 공격수이다.

## 클럽 경력
당시 북조선인민위원회의 통치를 받던 강원도 원산시에서 태어났으나 6.25 전쟁 발발 후 1·4 후퇴 때 부모와 함께 서울특별시 영등포에 정착했다.
1968년 양지 축구단에 입단한 이후 2년동안 주축 공격수로 활약하며 1968년 전국축구선수권대회 우승, 1968년 대통령배 전국축구대회 우승, 1969년 AFC 챔피언스리그 준우승 등에 공헌했고 1970년부터 1971년까지 상주 상무에서 군 복무를 하며 1970년 전국축구선수권대회 우승, 1971년 대통령배 전국축구대회 우승을 거머쥐었으며 군 제대 후 1972년부터 1976년까지 국민은행에서 4년간 활동하며 1973년 대통령배 전국축구대회 우승을 이끌며 우승 청부사로 명성을 떨쳤다. 이후 1976년 홍콩으로 건너가 1980년까지 1부 리그의 해봉 체육회, 사우스 차이나 AA에서 활동하며 통산 56경기 18골을 기록한 뒤 현역 은퇴를 선언했으며 1970년부터 1974년까지 5년 연속 베스트 11, 1972년에는 올해의 축구 선수에 선정되는 기염을 토했다.

## 국가대표팀 경력
1967년 U-20 대표팀에서 활약하다가 1969년 A대표팀에 첫 발탁된 후 5년간 국제 A매치 통산 89경기 36골을 터뜨리며 1970년 아시안 게임 금메달, 1972년 AFC 아시안컵 준우승에 크게 이바지했다.

## 은퇴 이후
1976년 광운전자공업고등학교 축구부 감독을 시작으로 1986년부터 2003년까지 정명고등학교 축구를 맡으며 특히 1997년부터 약 3년간 지금은 배우로 유명한 조한선과도 인연을 맺기도 했다. 정명고 감독을 맡고 있던 1996년에는 U-20 대표팀 감독을 맡아 1997년 FIFA U-20 월드컵에 출전했지만 1무 2패·A조 최하위의 처참한 성적으로 조별리그 탈락의 쓴 맛을 봤다. 이후 2005년 인천 유나이티드의 기술 고문직을 맡아 2005 시즌 준우승에 일조했고 2006 시즌 이후 장외룡 감독이 유학을 떠나자마자 감독 대행을 맡아 인천을 최고의 공격력을 갖춘 팀으로 탈바꿈했다. 그리고 2007 시즌 이후 인천의 부단장을 지냈고 2010년대 중반 이후 청주 FC의 단장을 지내기도 했다.

## 참고 문헌
- 나의 선수 시절 - 박이천, 폭발적인 스피드로 1970년대 한국축구 풍미